# Corpo di spedizione italiano in Cina
Il corpo di spedizione italiano in Cina  venne inviato dal Regno d'Italia nella primavera del 1900 nell'impero asiatico, per assistere le grandi potenze internazionali nel contrasto alla rivolta dei Boxer. La partecipazione consentì al Regno italiano di ottenere la concessione italiana di Tientsin.

## Storia
Responsabile del trasferimento di truppe italiane in Cina tra 1900 e 1901 fu la "Forza Navale Oceanica" della Regia Marina, affidata al contrammiraglio Camillo Candiani, da cui si poteva attingere la fanteria di marina.
Dopo le prime violenze a Pechino contro gli occidentali, 1º giugno 1900 il primo contingente di 436 marinai della "Alleanza delle otto nazioni" (75 russi, 75 inglesi, 75 francesi, 60 statunitensi, 50 tedeschi, 41 italiani, 30 giapponesi e 30 austriaci) sbarcò da navi europee e si recò in treno a proteggere le legazioni occidentali, poste sotto assedio dai Boxer. Dal 15 giugno una parte degli italiani e francesi difendevano la cattedrale cattolica di Pechino. negli scontri con i Boxer morirono 19 marinai italiani. 

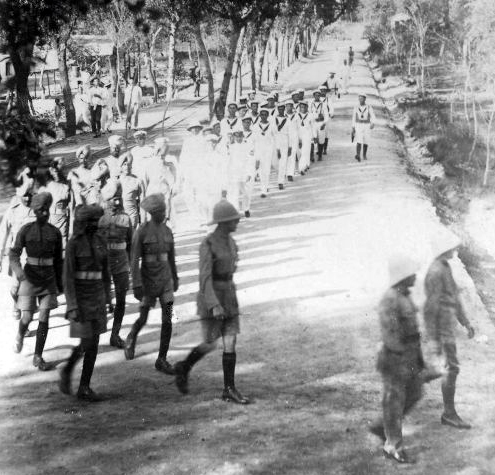
Un reparto di Fucilieri di marina italiani in divisa coloniale marcia a Tientsin

Il 10 giugno giunse una seconda missione delle otto nazioni in Cina, con il fine di rompere l'assedio, la spedizione Seymour (914 britannici, 540 tedeschi,  312 russi, 158 francesi, 112 americani, 54 giapponesi, 41 italiani, 25 austriaci). Essa comprendeva fanti di marina della Divisione Navale italiana sbarcati dalla Regia Nave Calabria al comando del tenente di vascello Sirianni. La spedizione Seymour provò anch'essa a dirigersi da Tientsin verso Pechino, mentre plotoni da sbarco alleati (per l'Italia ve ne era uno al comando del tenente di vascello Giambattista Tanca) attaccavano e prendevano i forti di Ta Ku sulla costa (causando l'intervento aperto dell'Impero Qing a favore dei Boxer). Tuttavia la spedizione Seymour fu respinta con perdite e costretta a tornare al punto di partenza il 26 giugno. Un gruppo di 20 marinai comandato dal sottotenente di vascello Ermanno Carlotto – medaglia d'oro alla memoria – si distinse nella difesa di Tientsin. Negli scontri con gli insorti caddero 10 marinai italiani, tra cui lo stesso Carlotto il 27 giugno.
La successiva spedizione Gaselee (2000 americani, 10000 giapponesi, 4000 russi, 3000 britannici, 800 francesi, 200 tedeschi, 100 austriaci, 100 italiani), iniziata il 4 agosto, riuscì a conquistare Pechino entro il 28 agosto, quando le forze delle otto nazioni sfilarono attraverso la Città Proibita.
Nel frattempo, il Parlamento italiano aveva deciso, il 5 luglio, un intervento militare più massiccio con l'invio di un corpo di spedizione di più di 2.000 uomini. Tra il 16 e il 19 luglio 1900 furono completate a Napoli le operazioni di imbarco del Corpo di Spedizione sui piroscafi Minghetti, Giava e Singapore, messi a disposizione dalla Compagnia di Navigazione Italiana. Alla mattina del 19, il re Umberto I e il ministro della Guerra Coriolano Ponza di San Martino passarono in rassegna i reparti. I tre piroscafi furono scortati dalla Regia Nave Stromboli. Al seguito del Corpo di Spedizione vi furono numerosi giornalisti e altri, come Luigi Barzini, che raggiunsero il contingente nel 1901. Il Corpo di Spedizione, tra cui 840 bersaglieri, partì la sera del 19 luglio 1900 e, dopo aver sostato a Porto Said (il 23 luglio), ad Aden (il 29) e a Singapore (dal 12 al 14 agosto), giunse a Taku il 29 agosto 1900. Nel periodo in cui si approntava il Corpo, erano state spedite in avanscoperta delle unità navali (l'incrociatore Fieramosca e le R.N. Vesuvio e Vettor Pisani), cariche di quattro compagnie di fanteria di marina, il tutto al comando dell'ammiraglio Risolia: questi reparti avevano partecipato agli scontri con i cinesi. Una volta sbarcato, il personale percorse in treno i 150 chilometri che lo separavano da Pechino, dove prese parte all'occupazione della città per poi essere anche adibito alle successive operazioni militari in Cina (coinvolti furono 50000 uomini di cui 2500 italiani). 
Il contingente internazionale nominò il 26 settembre quale comandante generale il Feldmaresciallo tedesco Alfred von Waldersee. Tale nomina incontrò le forti resistenze di Francia e Gran Bretagna, meno dal Regno d'Italia. Al contingente militare italiano fu affidato il presidio di un quartiere nei dintorni della caserma Huang Tsun. A detta delle cronache gli scontri, i saccheggi e le repressioni in tale zona furono minori che in altri quartieri. Della permanenza in Cina del Corpo di spedizione rimane la ricca testimonianza di due ufficiali "fotografi": il tenente medico Giuseppe Messerotti Benvenuti di Modena armato di una Kodak e il tenente Luigi Paolo Piovano di Chieri con una Goertz. Entrambi non mancheranno di fotografare anche gli orrori della repressione, ovvero le fucilazioni, le decapitazioni, le gogne e le macerie. Al contingente militare italiano fu inoltre affidato il compito di contrastare le ultime resistenze all'interno della Cina. Il 2 settembre furono conquistati i forti di Chan-hai-tuan con 470 uomini su tre compagnie, due di bersaglieri e una di fanti di marina. In un'altra occasione il contingente militare francese occupò il villaggio di Paoting-fu, in contrasto con gli ordini di von Waldersee che prevedevano l'affidamento dei luoghi a un contingente misto tedesco e italiano. Garioni anticipò il contingente militare francese riuscendo, alla guida di 330 uomini, ad anticipare l'occupazione della cittadina Cunansien originariamente affidata ai francesi.
Il rientro in Italia del Contingente ebbe inizio nell'agosto 1901. Due compagnie di bersaglieri fecero ritorno nel 1902, mentre le restanti compagnie, unite in un battaglione misto, rimasero in Cina sino al 1905 e fecero ritorno con la "Perseo" della Compagnia Florio Rubattino nell'agosto 1905.
Con il Trattato di Pace del 7 settembre 1901, fu ottenuta la Concessione italiana di Tientsin, una zona di 450.000 m², costituita da un terreno lungo il fiume ricco di saline, un villaggio di circa 13mila abitanti e un'ampia area paludosa adibita a cimitero. Dopo un periodo di disinteresse, fu avviata una bonifica. La presenza italiana perdurò sino al 10 settembre 1943, quando le truppe giapponesi occuparono Tientsin e fecero prigionieri civili e militari italiani. L'ex quartiere italiano ha mantenuto fino ad oggi la caratteristica architettura italiana dello stile umbertino del tempo.

## Caratteristiche

### Composizione
Il Corpo di Spedizione, comandato dal colonnello dei bersaglieri Vincenzo Garioni, era reclutato per lo più su base volontaria con un soprassoldo al giorno di:
- 40 centesimi per la truppa;
- 2 lire per i sottufficiali;
- 8 lire per gli ufficiali.

Il Corpo di Spedizione era così composto:
- 1 battaglione di fanteria, comandato dal tenente colonnello alpino Tommaso Salsa e costituito da 4 compagnie fornite da altrettanti reggimenti:
  - la 10ª dell'8º Reggimento fanteria "Cuneo";
  - la 10ª del 41º Reggimento fanteria "Modena";
  - la 6ª del 43º Reggimento fanteria "Forlì";
  - la 12ª del 69º Reggimento fanteria "Ancona";
- 2 gruppi di fucilieri di marina sotto il comando del sottotenente di vascello Ermanno Carlotto e del tenente di vascello Sirianni imbarcate sulla nave Calabria
- 1 battaglione di 840 bersaglieri "Estremo Oriente", comandato dal maggiore Luigi Agliardi del 5º Reggimento Bersaglieri di Roma, composto da 4 compagnie, fornite dai reggimenti:
  - 5º Reggimento bersaglieri (di stanza a Roma) e 9º Reggimento bersaglieri (di stanza a Livorno), sulla quale poggerà lo Stato Maggiore del Corpo;
  - 8º Reggimento bersaglieri (di stanza a Napoli) e 1º Reggimento bersaglieri (di stanza a Palermo);
  - 4º Reggimento bersaglieri (di stanza a Bologna) e 11º Reggimento bersaglieri (di stanza ad Ancona);
  - 2º Reggimento bersaglieri (di stanza a Milano) e 6º Reggimento bersaglieri (di stanza a Verona);
- 1 batteria mitragliatrici, con 4 Gardner e personale d'artiglieria, comandata dal capitano Alcide Vallauri;
- 1 distaccamento misto del Genio militare su 3 drappelli (zappatori, pontieri e telegrafisti ottici) provenienti dal 1º Reggimento genio e dal 3º Reggimento genio, comandato dal tenente Vito Modugno;
- 1 ospedaletto da campo con 5 letti;
- 1 drappello sussistenza con 4 forni mobili in ferro;
- 1 drappello di Carabinieri Reali (1 maresciallo, 1 vicebrigadiere e 6 carabinieri) alle dirette dipendenze del Comando. Quale ufficiale addetto alla raccolta delle informazioni vi era il tenente Pietro Verri.

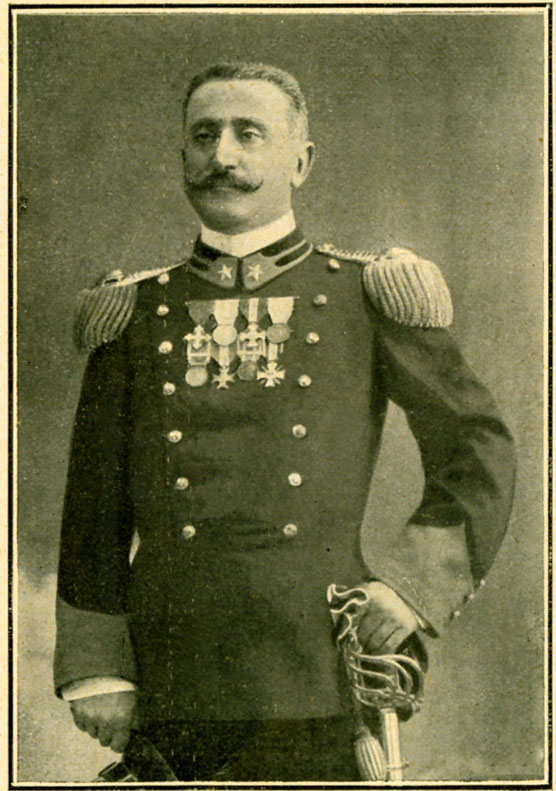
Il colonnello Luigi Agliardi nel 1911

Alcuni di questi Carabinieri, assieme a degli specialisti, rimasero successivamente a presidio della concessione italiana di Tientsin anche dopo il rientro in Italia del contingente. Il Corpo di Spedizione italiano contava dunque, in tutto, 83 ufficiali, 1882 fra sottufficiali e truppa, 178 quadrupedi.
Oltre alle truppe di Carlotto e di Sirianni di lì a poco sbarcarono altri contingenti di fucilieri comandati dall'Ammiraglio Risolia.

### Vestiario, equipaggiamento e sussistenza
L'uniforme si componeva di divisa in tela, elmetto di sughero coloniale, stivaletti d'ordinanza, più vari tipi di pellicce ed indumenti invernali, adatti al rigido clima cinese, che in alcune regioni del nord raggiunge i -20 °C. Il ministro della Guerra aveva infatti ordinato al regio console a Shanghai di provvedere all'acquisto in loco di 2000 pellicce per rifornire le truppe.
Alla Camera Ponza di San Martino riferì: «I nostri soldati partirono col loro completo equipaggiamento, il quale era formato anche da oggetti nuovi: chi aveva oggetti vecchi li aveva lasciati e gliene erano stati distribuiti degli altri; dunque mantellina da bersagliere, elmetto coloniale, e poi un cappotto ed un pastrano per tutti, compresi i bersaglieri i quali non lo portano normalmente; tutti avevano un cappuccio di lana di quelli che si portano sulle Alpi, gambali di lana modello Val d’Aosta, calze di lana, guantoni di flanella e poi un rifornimento di tutti i materiali di equipaggiamento, giubbe e pantaloni di panno, farsetti a maglia e via dicendo. […] L’ammiraglio Candiani telegrafava poi da Pechino il 7 novembre: “Provvistoci di pellicce sufficientemente” ed il colonnello Garioni nella sua relazione del 4 dicembre scriveva letteralmente così: “Le pellicce ordinate pei militari di truppa a Shangai corrispondono assai bene allo scopo perché si possono portare comodamente sotto il cappotto. Ad ogni soldato viene distribuita una pelliccia che serve da copertura da letto. Dai rapporti infine risulta che dopo la spedizione di Calgan (città cinese nella regione di Ho-pei ove si congiunge la Grande Muraglia, teatro delle operazioni congiunte alleate, alla quale parteciparono anche i bersaglieri italiani. Era un centro commerciale di grande importanza, deposito di tè spedito in Siberia con l’impiego di mezzo milione di cammelli, nonché centro di produzione di pellicce tipo “Kalgan” prodotte con lana tibetana e mongola. Ndr) si sono avute altre pellicce requisite, in modo che ora i soldati ne hanno tutte e due. Adattando poi delle strisce di pelliccia al fez si è ottenuto un copricapo molto opportuno perché permette di tenere anche il cappuccio. Questa è una copertura sui generis; non so se sia bella ma mi dicono sia molto comoda. […] Il colonnello Garioni ha risposto sempre di essere provvisto per tutto l’inverno ed ha chiesto soltanto dei cappotti, dei mantelli e delle scarpe pel caso si dovesse andare oltre la primavera […] ed i rifornimenti gli sono stati spediti».
Per quanto riguarda la logistica, vi erano 178 quadrupedi, per lo più muli, considerato che le strade cinesi erano impraticabili per i normali mezzi di trasporto e soccorso. La razione viveri quotidiana prevedeva 750 g di pane, 375 g di carne, 125 g di riso o pasta, 15 g di caffè, 20 g di zucchero, 20 di sale, 0,5 g di pepe e 15 g di lardo.

## I caduti
Furono 19 i caduti italiani in Cina:
Nell'attacco di Langfang (14 giugno 1900: un piccolo drappello di marinai negli avamposti della colonna Seymour, sostennero l'urto improvviso di due colonne di Boxer cinesi): 
- sottocapo torpediniera P.M. M.M. Vincenzo Rossi (Carpi (MO) - Langfang 14 giugno 1900), imbarcato sulla R. Torpediniera Calabria (MOVM alla memoria)
- cannoniere scelto Filippo Basso (MAVM)
- cannoniere Cesare Sandroni (MAVM alla memoria)
- cannoniere Alberto Autuori
- trombettiere Ovidio Painelli (MAVM alla memoria)

Negli scontri di Tien Tsin (19 giugno 1900):
- sottotenente di vascello M.M. Ermanno Carlotto (Ceva (CN) 30 novembre 1878 - Tien Tsin 19 giugno 1900), Imbarcato sul R. Incrociatore Elba (MOVM alla memoria)

Nella difesa delle Legazioni:
- marinaio Leonardo Mazza (Villa del Foo - 24 giugno 1900)
- cannoniere Francesco Zola (Villa del Foo - 24 giugno 1900) (MAVM alla memoria)
- marinaio Giuseppe Boscarini (1º luglio 1900)
- cannoniere scelto Francesco Melluso (Villa del Foo - 2 luglio 1900) (MAVM alla memoria)
- sottocapo cannoniere Antonio Milani (Villa del Foo - 3 luglio 1900)
- cannoniere Francesco Manfron (luglio 1900) (MAVM alla memoria)

Nella difesa della cattedrale di Beitang (12 agosto 1900):
- secondo capo cannoniere Pietro Marielli (MAVM alla memoria)
- cannoniere scelto Damiano Piacenza (MAVM alla memoria)
- cannoniere scelto Adeodato Roselli
- cannoniere Luigi Fanciulli
- marinaio Giovanni Colombo (Pozzallo (RG) 4 marzo 1878) (MAVM)
- marinaio Danesi Vincenzo.
- marinaio Silvestri Leonardo (MAVM)